# Luigi Filippo I di Borbone-Orléans
Luigi Filippo di Borbone-Orléans, duca di Chartres e duca d'Orléans (Reggia di Versailles, 12 maggio 1725 – Seine-Port, 18 novembre 1785), era l'unico figlio di Luigi di Borbone-Orléans, duca d'Orléans e di sua moglie Augusta, nata principessa di Baden-Baden.
Fu il padre di Philippe Égalité, duca d'Orléans famoso per essersi schierato con i rivoluzionari durante la Rivoluzione francese e nonno del sovrano di Francia, Luigi Filippo. Accumulò in vita una notevole ricchezza per la casata d'Orléans.

## Biografia

### Infanzia

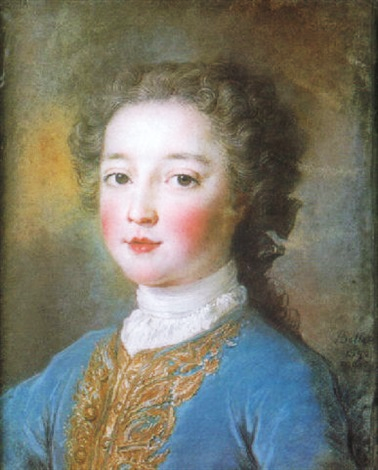
Luigi Filippo in tenera età

Luigi Filippo d'Orléans nacque al Palazzo di Versailles il 12 maggio 1725. Come unico figlio di Luigi di Borbone-Orléans, duca di Orleans e di sua moglie Augusta di Baden-Baden, ottenne alla nascita il titolo di duca di Chartres, mantenendolo sino alla morte di suo padre nel 1752. Sua sorella minore, Luisa Maria d'Orleans, morì al castello di Saint-Cloud nel 1728 all'età di 1 anno e 8 mesi.
Luigi Filippo aveva appena raggiunto i quindici anni quando s'innamorò della cugina Enrichetta, figlia secondogenita di re Luigi XV e della regina Maria Leszczyńska, ma, considerando la possibilità di un tale matrimonio, il sovrano e il suo primo ministro, il cardinale Fleury, decisero di schierarsi contro questa unione, ritenendo che avrebbe portato la casata di Orleans troppo vicino al trono francese.

### Primo matrimonio

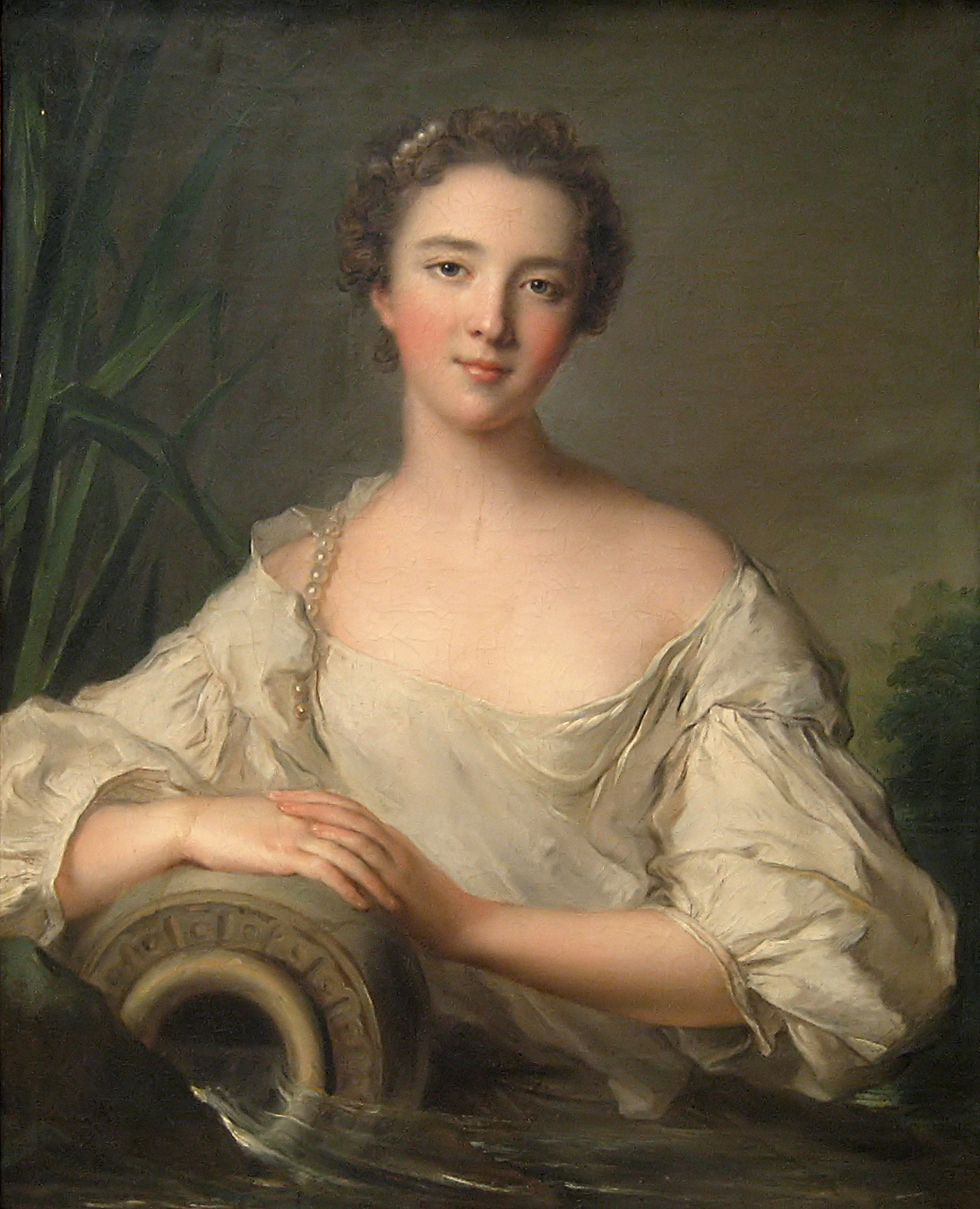
Luisa Enrichetta di Borbone-Conti come Ebe, ritratta da Jean-Marc Nattier

Nel 1743, la nonna paterna, Francesca Maria di Borbone, duchessa vedova d'Orléans, e Luisa Elisabetta, vedova principessa di Conti, organizzarono infine il suo matrimonio con la sua cugina diciassettenne, Luisa Enrichetta di Borbone (1726 - 1759), un membro della Casa di Borbone-Conti, un altro ramo cadetto della Casa di Borbone. Si sperava che questo matrimonio potesse chiudere una spaccatura vecchia di 50 anni tra le due famiglie.
La coppia si sposò il 17 dicembre 1743 nella cappella del Palazzo di Versailles. Dopo alcuni mesi, la coppia iniziò ad andare alla deriva e la giovane duchessa di Chartres cominciò a condurre una vita scandalosa. Ciò causò nel suocero il rifiuto di riconoscere la legittimità dei suoi nipoti.

### Successi militari e ascesa come Duca di Orléans

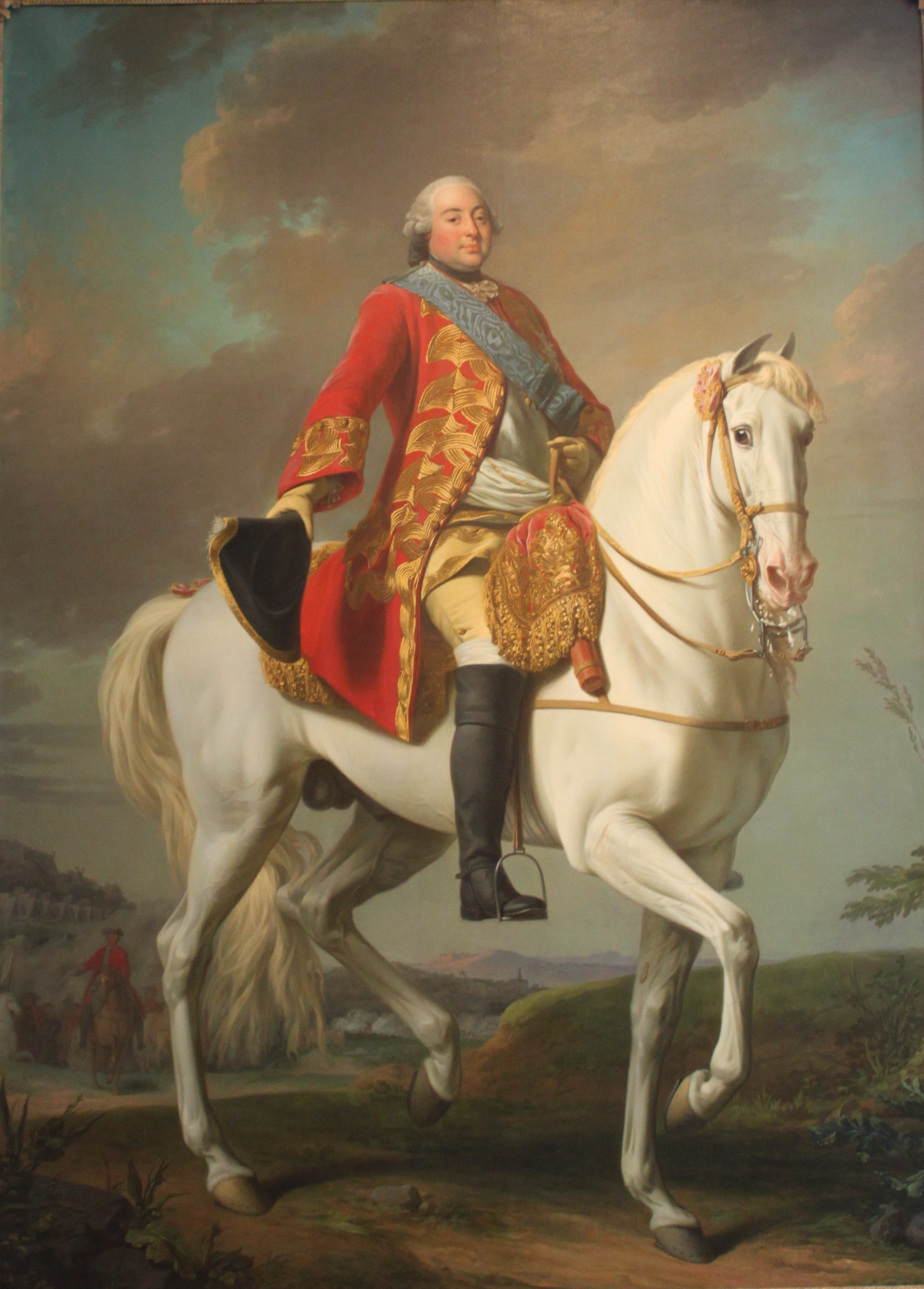
Ritratto equestre del Duca d'Orléans

Prestando servizio con le armate francesi durante la Guerra di Successione austriaca, Luigi Filippo si distinse nelle campagne del 1742, 1743 e 1744, e nella battaglia di Fontenoy del 1745. Dopo la morte della prima moglie, si ritirò al Castello di Bagnolet, appena fuori Parigi, dove si occupò essenzialmente di rappresentazioni teatrali e si circondò di intellettuali famosi per l'epoca.
Alla morte del padre a Parigi, il 4 agosto 1752, Luigi Filippo divenne Duca di Orléans e capo della casata d'Orléans. Egli divenne inoltre primo principe di sangue, duca di Valois, di Nemours e di Montpensier. Suo padre venne sepolto nell'Abbazia di St Genevieve dove aveva vissuto dal 1740.

### Madame Villemomble

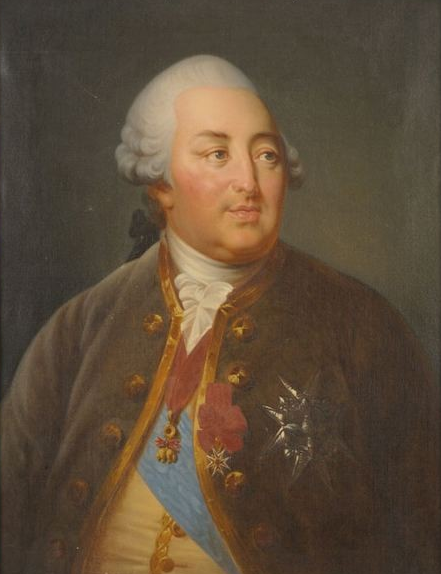
Luigi Filippo di François Xavier Dupré

Dopo la morte di Luisa Enrichetta, il 9 febbraio 1759 presso il Palais-Royal, Luigi Filippo prese come sua amante madame Villemomble, una ex ballerina che amava recitare in commedie, e che lo introdusse nel mondo del teatro. A quel tempo, il castello de Bagnolet, che aveva ereditato da suo padre, divenne la sua residenza preferita.

### Secondo matrimonio
Ebbe una seconda moglie, la marchesa di Montesson, Charlotte de La Haye de Riou, donna intelligente e autrice di una certa fama, che sposò "segretamente", cioè con l'equivalente francese del matrimonio morganatico, nel 1773, e che per dono di nozze ricevette lo Château de Sainte-Assise.
Là la coppia riceveva letterati come la duchessa de Lauzun, la contessa d'Egmont, il marchese de Lusignan, il marchese d'Osmond e d'Alembert, Friedrich Melchior von Grimm, Pierre Simon Laplace, il chimico Claude Louis Berthollet, il compositore Pierre-Alexandre Monsigny, lo scrittore Louis Carrogis Carmontelle e dava rappresentazioni teatrali, alcune scritte dalla stessa moglie del duca. Essi ampliarono poi il palazzo, aggiungendo due ali al corp de logis e creando una piccola corte d'onore, con un'accoppiata di piccoli padiglioni: lì il duca d'Orléans morì nel 1785.

### Ultimi anni e morte

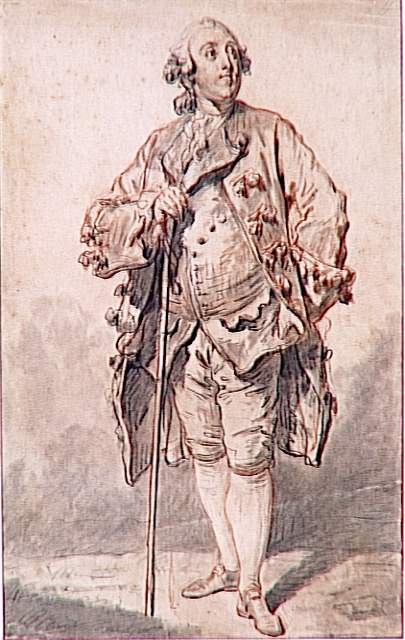
Luigi Filippo d'Orlèans

Nel febbraio 1785, su insistenza di Luigi XVI, e con l'aiuto di Madame du Barry, il duca di Orléans vendette il magnifico castello di Saint-Cloud, che era stato in possesso della famiglia Orléans sin dal 1658, alla regina Maria Antonietta, per 6.000.000 lire, un prezzo molto ridotto rispetto al costo originale.
Circondato da tutti i membri della sua famiglia, Luigi Filippo morì il 18 novembre 1785, a Sainte-Assise all'età di 60 anni. Venne sepolto a Val-de-Grâce, convento di Parigi, costruito dalla sua antenata Anna d'Austria per celebrare la nascita di Luigi XIV di Francia, bisnonno di Luigi Filippo.

## Discendenza
Luigi Filippo d'Orléans e Luisa Enrichetta di Borbone-Conti ebbero tre figli:
- una figlia (Castello di Saint-Cloud, 12 o 13 luglio 1745 - 14 dicembre 1745 - Castello di Saint-Cloud);
- Luigi Filippo Giuseppe d'Orléans (Castello di Saint-Cloud , 13 aprile 1747 - 6 novembre 1793, Place de la Révolution, Parigi), che successe al padre come duca di Orléans nel 1785;
- Luisa Maria Teresa Bathilde d'Orléans (Castello di Saint-Cloud, 9 luglio 1750 - 10 gennaio 1822, Parigi), ultima principessa de Condé.

Luigi Filippo ebbe tre figli con Etiennette, allevati sotto la cura della famiglia Orléans:
- Luigi Étienne d'Orléans (21 gennaio 1759 - 24 luglio 1825), conte-abate di Saint-Phar;
- Luigi Filippo d'Orléans (7 luglio 1761 - 13 giugno 1829), conte-abate di Saint-Albin;
- Maria Etiennette Perrine d'Auvilliers (7 luglio 1761 - ?), che sposò François-Constantin, conte di Brossard, un ufficiale reggimento dei dragoni.

## Ascendenza
|                                       |                                        |                                           | Genitori                                  |  |  | Nonni |  |  | Bisnonni                     |  |  | Trisnonni             |  |
|                                       |                                        |                                           |                                           |  |  |       |  |  | Filippo I di Borbone-Orléans |  |  | Luigi XIII di Francia |  |
|                                       |                                        |                                           |                                           |  |  |       |  |  | Filippo I di Borbone-Orléans |  |  | Luigi XIII di Francia |  |
|                                       |                                        | Anna d'Asburgo                            |                                           |  |  |       |  |  | Filippo I di Borbone-Orléans |  |  |                       |  |
| Filippo II di Borbone-Orléans         |                                        |                                           |                                           |  |  |       |  |  | Filippo I di Borbone-Orléans |  |  |                       |  |
|                                       |                                        | Elisabetta Carlotta del Palatinato        | Carlo I Luigi del Palatinato              |  |  |       |  |  |                              |  |  |                       |  |
|                                       |                                        | Elisabetta Carlotta del Palatinato        | Carlo I Luigi del Palatinato              |  |  |       |  |  |                              |  |  |                       |  |
|                                       |                                        | Elisabetta Carlotta del Palatinato        | Carlotta d'Assia-Kassel                   |  |  |       |  |  |                              |  |  |                       |  |
| Luigi di Borbone-Orléans              |                                        | Elisabetta Carlotta del Palatinato        |                                           |  |  |       |  |  |                              |  |  |                       |  |
|                                       |                                        | Luigi XIV di Francia                      | Luigi XIII di Francia                     |  |  |       |  |  |                              |  |  |                       |  |
|                                       |                                        | Luigi XIV di Francia                      | Luigi XIII di Francia                     |  |  |       |  |  |                              |  |  |                       |  |
|                                       |                                        | Luigi XIV di Francia                      | Anna d'Asburgo                            |  |  |       |  |  |                              |  |  |                       |  |
| Francesca Maria di Borbone            |                                        | Luigi XIV di Francia                      |                                           |  |  |       |  |  |                              |  |  |                       |  |
|                                       |                                        | Madame de Montespan                       | Gabriel de Rochechoart, Duca di Mortemart |  |  |       |  |  |                              |  |  |                       |  |
|                                       |                                        | Madame de Montespan                       | Gabriel de Rochechoart, Duca di Mortemart |  |  |       |  |  |                              |  |  |                       |  |
|                                       |                                        | Madame de Montespan                       | Diane de Grandseigne                      |  |  |       |  |  |                              |  |  |                       |  |
| Luigi Filippo I di Borbone-Orléans    |                                        | Madame de Montespan                       |                                           |  |  |       |  |  |                              |  |  |                       |  |
|                                       | Ferdinando Massimiliano di Baden-Baden | Guglielmo di Baden-Baden                  |                                           |  |  |       |  |  |                              |  |  |                       |  |
|                                       | Ferdinando Massimiliano di Baden-Baden | Guglielmo di Baden-Baden                  |                                           |  |  |       |  |  |                              |  |  |                       |  |
|                                       | Ferdinando Massimiliano di Baden-Baden | Caterina Ursula di Hohenzollern-Hechingen |                                           |  |  |       |  |  |                              |  |  |                       |  |
| Luigi Guglielmo di Baden-Baden        | Ferdinando Massimiliano di Baden-Baden |                                           |                                           |  |  |       |  |  |                              |  |  |                       |  |
|                                       |                                        | Luisa Cristina di Savoia                  | Tommaso Francesco di Savoia               |  |  |       |  |  |                              |  |  |                       |  |
|                                       |                                        | Luisa Cristina di Savoia                  | Tommaso Francesco di Savoia               |  |  |       |  |  |                              |  |  |                       |  |
|                                       |                                        | Luisa Cristina di Savoia                  | Maria di Borbone                          |  |  |       |  |  |                              |  |  |                       |  |
| Augusta di Baden-Baden                |                                        | Luisa Cristina di Savoia                  |                                           |  |  |       |  |  |                              |  |  |                       |  |
|                                       |                                        | Giulio Francesco di Sassonia-Lauenburg    | Giulio Enrico di Sassonia-Lauenburg       |  |  |       |  |  |                              |  |  |                       |  |
|                                       |                                        | Giulio Francesco di Sassonia-Lauenburg    | Giulio Enrico di Sassonia-Lauenburg       |  |  |       |  |  |                              |  |  |                       |  |
|                                       |                                        | Giulio Francesco di Sassonia-Lauenburg    | Anna Maddalena di Lobkowicz               |  |  |       |  |  |                              |  |  |                       |  |
| Sibilla Augusta di Sassonia-Lauenburg |                                        | Giulio Francesco di Sassonia-Lauenburg    |                                           |  |  |       |  |  |                              |  |  |                       |  |
|                                       |                                        | Edvige del Palatinato-Sulzbach            | Cristiano Augusto del Palatinato-Sulzbach |  |  |       |  |  |                              |  |  |                       |  |
|                                       |                                        | Edvige del Palatinato-Sulzbach            | Cristiano Augusto del Palatinato-Sulzbach |  |  |       |  |  |                              |  |  |                       |  |
|                                       |                                        | Edvige del Palatinato-Sulzbach            | Amalia di Nassau-Usingen                  |  |  |       |  |  |                              |  |  |                       |  |
|                                       |                                        | Edvige del Palatinato-Sulzbach            |                                           |  |  |       |  |  |                              |  |  |                       |  |